# Dschartschi-Moschee
Die Dschartschi-Moschee (persisch مسجد جارچی [mæsd͡ʒɛd ɛ d͡ʒɑɾt͡ʃi]) ist eine Moschee in Isfahan.
Erbaut wurde sie unter der Aufsicht des Herolds Abbas I. im Jahr 1610 (1019 islam. Kalender), wie es eine thuluth-Inschrift über einem Bogenzwickel dokumentiert.
Dschartschi (جارچی) bedeutet auf Persisch „Herold“. Die Dschartschi-Moschee liegt im großen Basar von Isfahan und hat einen Schabestan. Die Dekorationen der Moschee sind größtenteils zerstört.